# Polacanthidae
Die Einteilung der Lebewesen in Systematiken ist kontinuierlicher Gegenstand der Forschung. So existieren neben- und nacheinander verschiedene systematische Klassifikationen. 
Das hier behandelte Taxon ist durch neue Forschungen obsolet geworden oder ist aus anderen Gründen nicht Teil der in der deutschsprachigen Wikipedia dargestellten Systematik.
Die Polacanthidae oder Polacanthinae sind ein umstrittenes Taxon innerhalb der Dinosauriergruppe der Ankylosauria.
Traditionell werden die Ankylosauria in zwei Gruppen geteilt, die Ankylosauridae und die Nodosauridae. Die Ankylosauridae sind unter anderem durch den breiten Schädel und eine knöcherne Keule am Schwanzende charakterisiert, während die Nodosauridae einen schmalen Schädel, keine Schwanzkeule und einen auffälligen, beulenartigen Vorsprung des Schulterblattes besitzen.
Einige Ankylosaurier, die als Polacanthinae zusammengefasst wurden, wiesen Merkmale beider Gruppen auf, zu einem gewissen Grad saß auf einem „nodosauriden“ Skelett ein „ankylosaurider“ Schädel. Dementsprechend war die Klassifizierung der Polacanthinae umstritten, sie wurden als Unterfamilie entweder der einen oder der anderen traditionellen Gruppe geführt. Erschwert wurde die systematische Einteilung dadurch, dass von vielen Vertretern nur bruchstückhafte Fossilien erhalten sind und der Schädel oft fehlt.

Kenneth Carpenter erhob nach phylogenetischen Untersuchungen im Jahr 2001 die Polacanthidae in den Rang einer eigenen Familie neben Ankylo- und Nodosauridae. Charakteristisch für diese Gruppe waren neben den oben erwähnten Merkmalen ein relativ einheitlicher Bau der – bei allen Ankylosauria vorhandenen – Panzerung aus Knochenplatten (Osteodermen), welche annähernd dreieckig und dünn waren. Oft waren darüber hinaus knöcherne Stachel vorhanden und die Zähne waren vergleichsweise urtümlich. Nach Carpenter lebten die Polacanthidae im oberen Jura und in der unteren Kreidezeit.
Folgende Gattungen könnten zu den Polacanthidae gehört haben:
- Gargoyleosaurus
- Gastonia
- Hoplitosaurus
- Hylaeosaurus
- Mymoorapelta
- Polacanthus

Andere Systematiken erkennen dieses Taxon jedoch nicht an. Die phylogenetische Untersuchungen von M. Vickaryous et al. führt Gargoyleosaurus und Gastonia als basale Vertreter der Ankylosauridae und klassifiziert die übrigen vier Gattungen als „Ankylosauria incertae sedis“, das heißt, es sind zu wenig Daten für eine zweifelsfreie Einordnung vorhanden.
Das Hauptproblem stellen wohl die meist nur spärlichen Fossilien vieler Ankylosauria dar, bis auf Weiteres kann darum die Frage, ob die Polacanthidae ein gültiges Taxon sind, nicht beantwortet werden.